# KYPCK
KYPCK (Курск) — фінський дум-метал гурт, заснований у січні 2007 року. Характерний тим, що виконує пісні російською мовою. 
До складу гурту входять вокаліст Ерккі Сеппянен, гітарист Самі Лопакка (екс-Sentenced), барабанщик та продюсер Гійлі Гійлісмаа (що є також продюсером таких гуртів як Apocalyptica, The 69 Eyes, HIM, Lordi, Moonspell, Sentenced та ін.) та басист Яска Юля-Раутіо. На концертах хлопцям допомагає Самі Куккогові, гітарист гурту Sentenced. 

## Стиль
Назва гурту записана латинкою так, що це нагадує кириличні літери (див. кодування волапюк). В назві «KYPCK» закладено паралель між містом, під яким в 1943 році відбувся один із найбільших боїв в історії людства, та однойменним підводним човном, що затонув під час навчань у Баренцевому морі 12 серпня 2000 року. За словами вокаліста Ерккі Сеппянена, гурт хотів мати жорстку, мужню назву, зміст якої був би зрозумілим також за межами Росії. Всі пісні російською мовою, автори текстів — Ерккі Сеппянен та Самі Лопакка.
 
Вокаліст Ерккі Сеппянен прожив у Росії 2,5 роки, навчався в університеті Санкт-Петербурга і працював у посольстві в Москві. Також він закінчив Оксфордський університет і тепер викладає російську мову в Тампере. 
Відмінною рисою гурту є інструменти, на яких грають музиканти: на бас-гітарі, яка називається «Kypcklop», лише одна струна, а електро-гітару зроблено у формі автомата Калашникова компанією Amfisound Guitars. Окрім того, під час виступів музиканти одягнені в костюми, що нагадують військову форму Червоної Армії (колір хакі та червоні зірки), а також автомобіль ВАЗ-2105 в тих же тонах.
Логотип гурту складається з червоної п'ятикутної зорі і двох з'єднаних літер К, які символізують першу й останню літери назви гурту, тому логотип нагадує літеру Ж. 

## Історія
Все почалося, коли майбутні гітарист і ударник KYPCK'а, Самі Лопакка і Гійлі Гійлесмаа відповідно, працювали в 1999 році над альбомом «Crimson» гурту Sentenced. Саме тоді вони замислилися над створенням гурту, який грав би музику, яка «була б дуже нерадісною і темною, з масивним звуком, який включає елементи дум-металу, і при цьому має унікальний і сучасний характер».
Але тільки в січні 2007 року вони вирішили приступити до діла, тоді ж мовою творів було обрано російську мову, що виділяло їх серед інших метал-гуртів, які співали переважно англійською. Єдиною перешкодою було те, що потрібен був вокаліст, який міг би співати, в тому числі і на концертах, чистою російською мовою. Але через тиждень пошуків відсутнього учасника гурту було знайдено — їм став вокаліст гурту Dreamtale Ерккі Сеппянен, який вчився в Санкт-Петербурзькому університеті і працював в фінляндському посольстві в Москві.
Потім на місце бас-гітариста прийшов старий друг Гійлі Гійлесмаа — Яска Юля-Раутіо. Групу було зібрано, і вони стали шукати лейбл, але компанія «UHO Production» була так захоплена ідеєю гурту, що прийняла його без будь-яких прослуховувань. Гітарист гурту Самі Лопакка згадує:

| «Ми так були збуджені новим гуртом і самою ідеєю, що менш за чотири місяці вже мали матеріал на півтора альбому. Це було як руйнування греблі — велика маса просто вийшла назовні!» |

Дебютний альбом «Черно» вийшов 12 березня 2008 року, в буклеті було вміщено слова пісень та переклад англійською мовою.
9 лютого 2011 року гурт випустив свій другий альбом — «Ниже», змінивши лейбл. В оформленні альбому використані фотографії московських каналізації і тунелів метрополітену Олексія Ріпкина. 26 лютого, через 15 днів після виходу альбому, прихильники гурту змогли побачити кліп на пісню «Аллея Сталина», який натхнений життям і творчістю художника Калерво Палси. Сценарій кліпу написав відомий фінський режисер Паулі Гокканен, режисером став музикант Томі Круцін. Крім того, 28 лютого була зроблена російськомовна версія офіційного сайту групи [Архівовано 2 квітня 2011 у Wayback Machine.].

## Учасники
Постійні
- Ерккі Сеппянен (E. Seppänen) — спів
- Самі Лопакка (S. S. Lopakka) — гітара
- Яска Юля-Раутіо (J. T. Ylä-Rautio) — бас-гітара
- Гійлі Гійлесмаа (K. H. M. Hiilesmaa) — ударні

Концертні
- Самі Куккогові (Sami Kukkohovi) — друга гітара

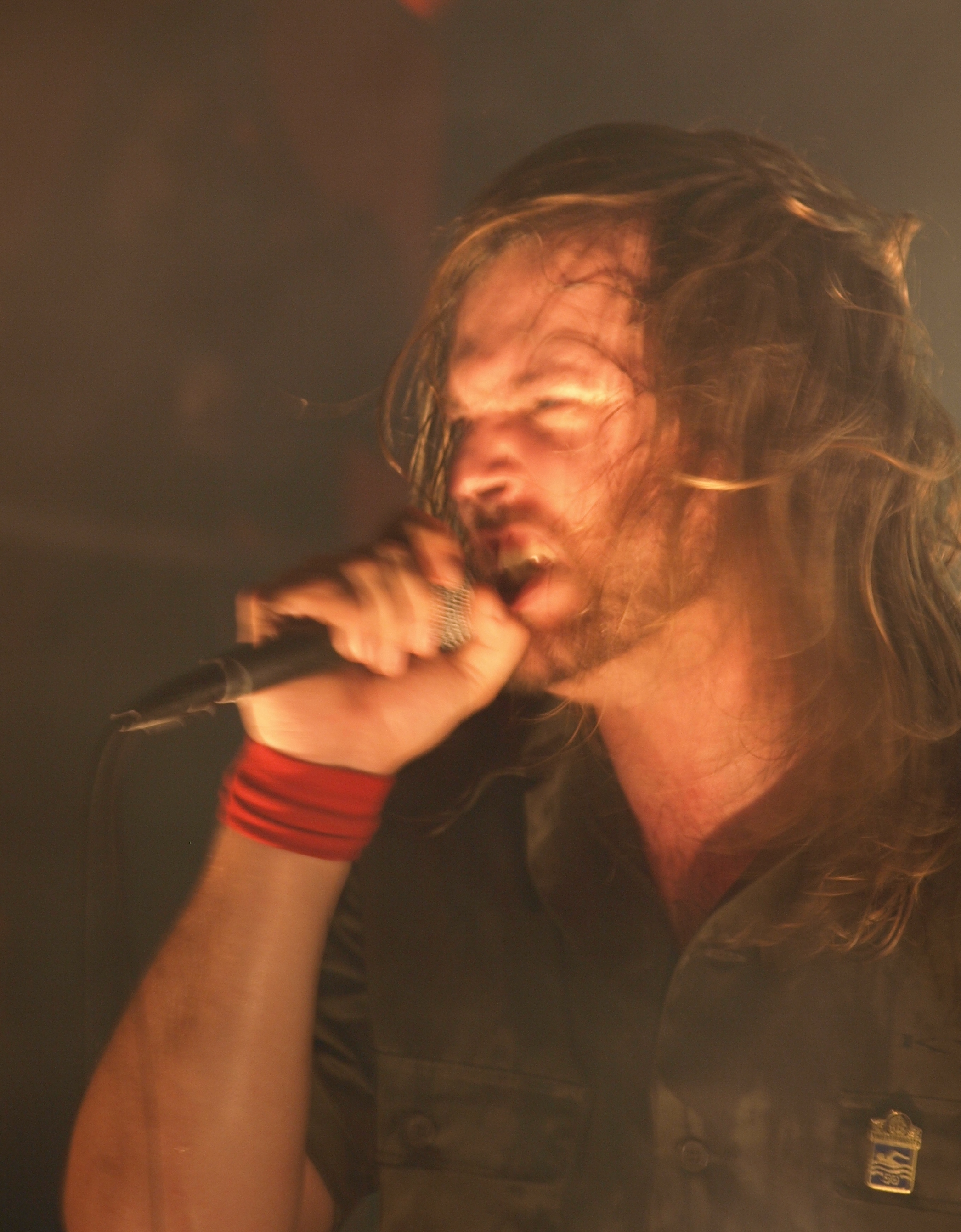
Ерккі Сеппянен
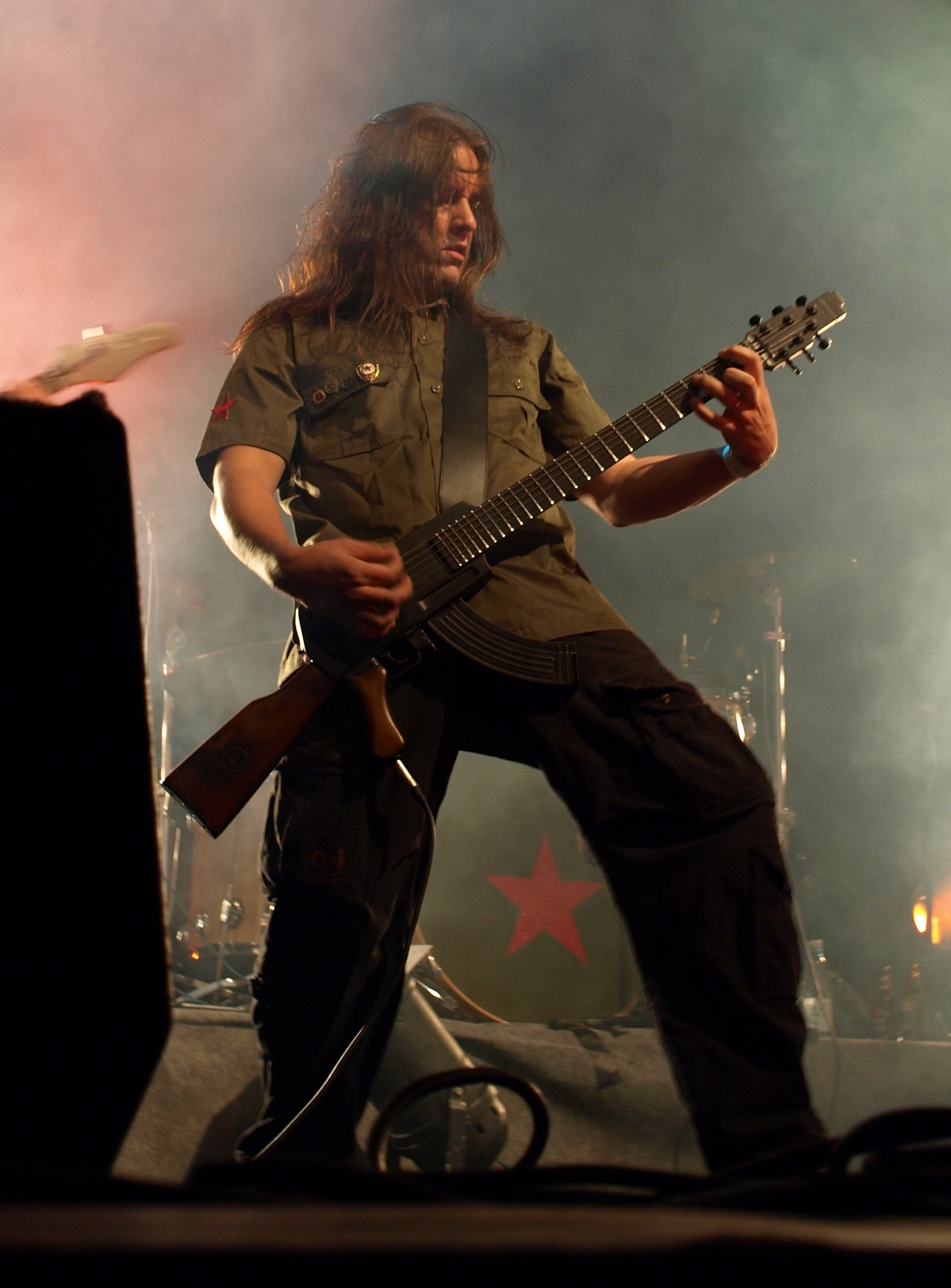
Самі Лопакка
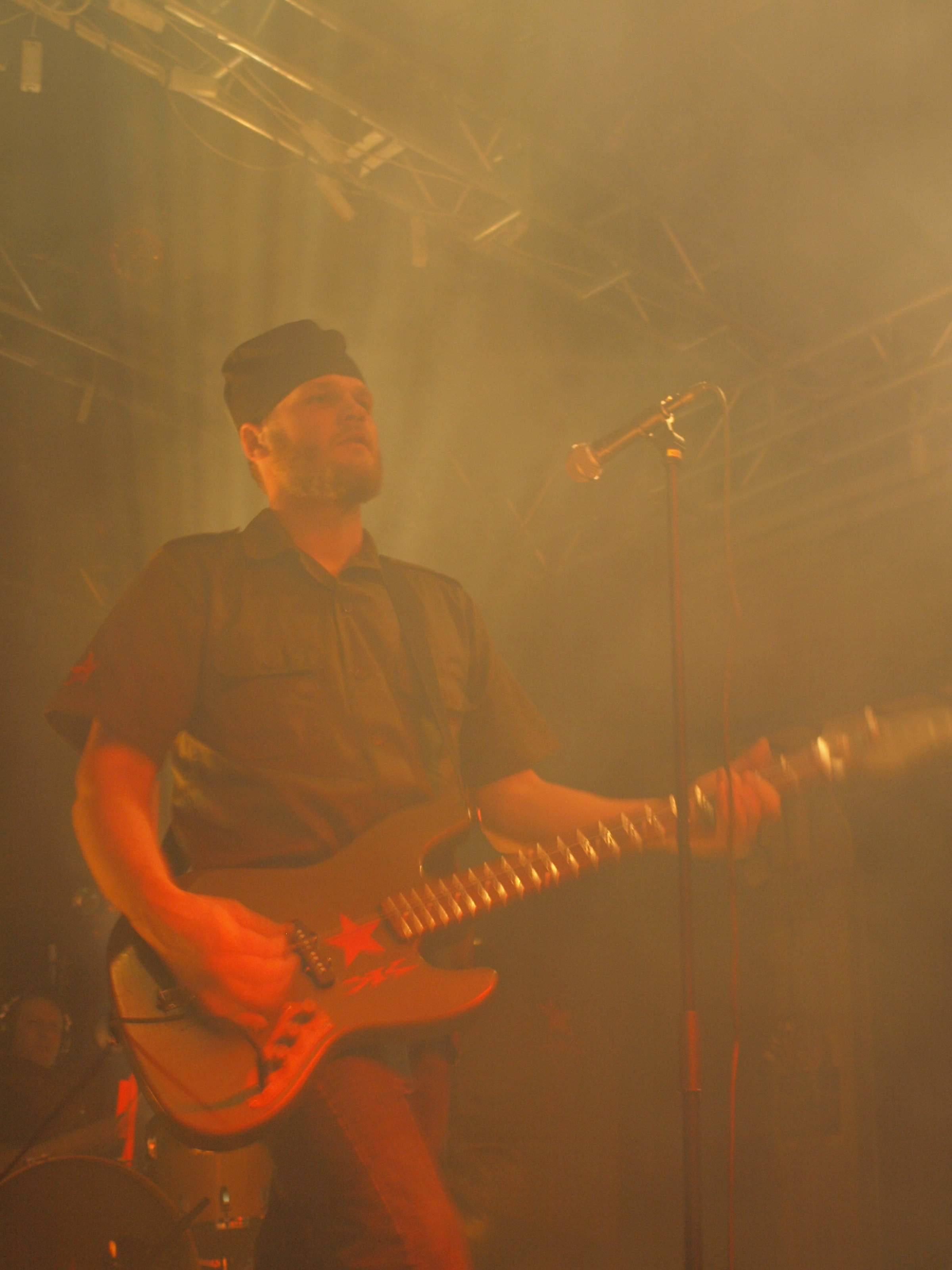
Яска Юля-Раутіо
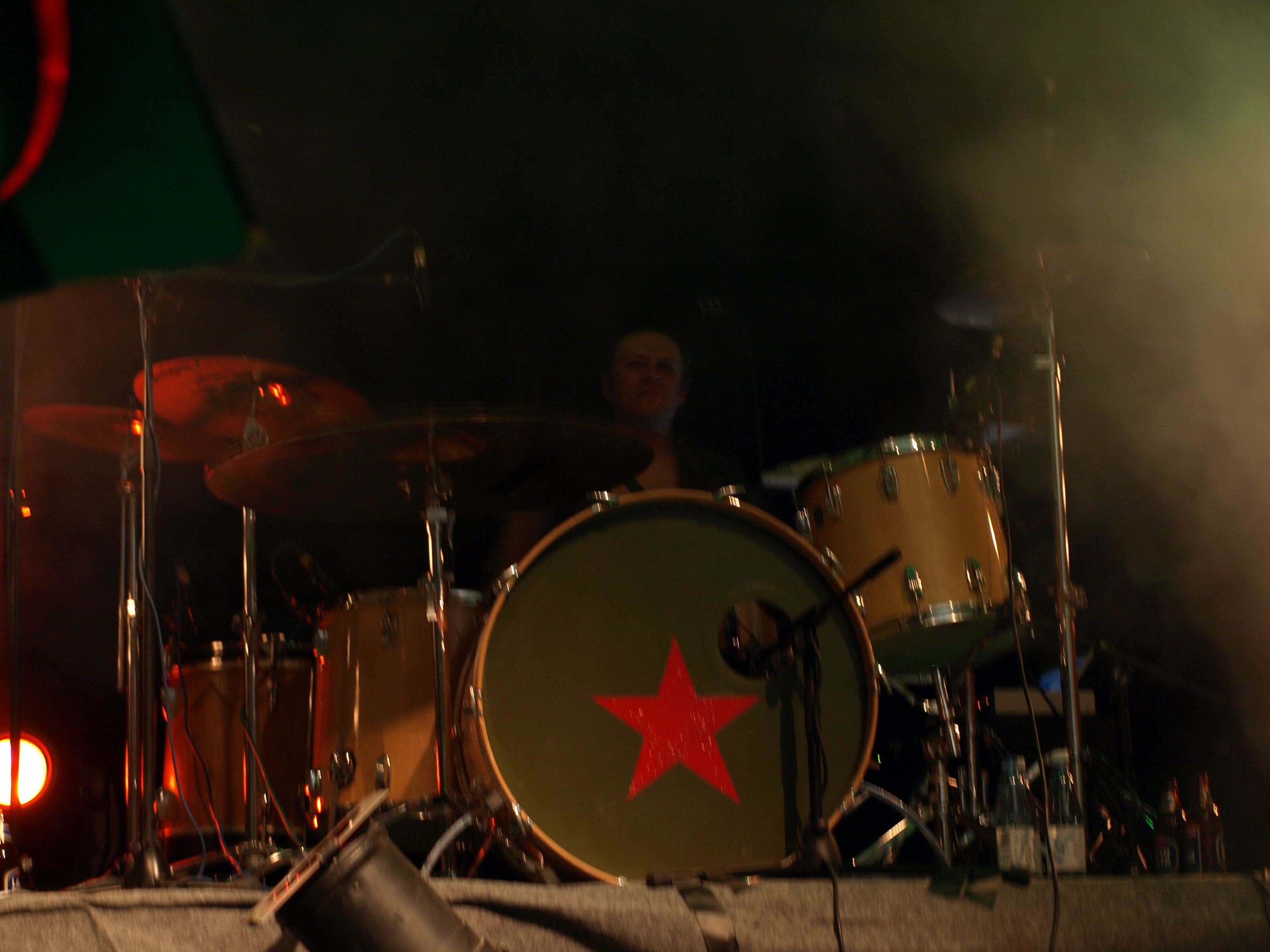
Гійлі Гійлесмаа

## Дискографія
Альбоми
- 2008 — Черно
- 2011 — Ниже
- 2014 — Имена на стене

Синґл
- 2008 — 1917

## Відеографія
- 2008 — 1917
- 2009 — Сталинград
- 2011 — Аллея Сталина